# Mafalda Piovano
Mafalda Piovano de Castro fue una política argentina del Partido Peronista Femenino. Fue elegida a la Cámara de Diputados de la Nación Argentina en 1951, integrando el primer grupo de mujeres legisladoras en Argentina con la aplicación de la Ley 13.010 de sufragio femenino. Representó al pueblo de la provincia de Santiago del Estero entre 1952 y 1955.

## Trayectoria política
Adhirió al peronismo y fue subdelegada censista del Partido Peronista Femenino en Santiago del Estero. Entre sus actividades, llegó a instalar una unidad básica en un rancho.
En las elecciones legislativas de 1951 fue candidata del Partido Peronista en la 3.° circunscripción de la provincia de Santiago del Estero, siendo una de las 26 mujeres elegidas a la Cámara de Diputados de la Nación Argentina. Junto con Dominga Ortiz de Sosa Vivas, fueron las dos mujeres elegidas en la misma provincia. Asumió el 25 de abril de 1952.
Fue vocal en la comisión de Presupuesto y Hacienda. Pronunció un discurso en ocasión de la muerte de Eva Perón.
Había sido elegida hasta 1958 pero permaneció en el cargo hasta septiembre de 1955, cuando su mandato fue interrumpido por el golpe de Estado de la autoproclamada Revolución Libertadora.